# Иваново (Панчево)
Иваново (мађ. Sándoregyháza) је сеоско насеље које се налази на територији града Панчева, у Јужнобанатском округу Аутономне Покрајине Војводине, у Републици Србији. Према коначним резултатима пописа становништва из 2022. године, у Иванову живи 974 становника.

## Географија
Географски најближа већа места, градови, су Панчево (18 km) и Београд (35 km). Село се налази на 44° 44' 10.73" северне географске ширине и 20° 42' 02.57" источне географске дужине. Надморска висина села је 68 m.
У близини се налази ауто камп Јабуков цвет.

## Историја
Иваново је основано 1868. године. Оснивачку популацију села су чинили Бугари − Палћени који су досељени из места званог Дудешти Веки, данашње Румуније и Немци који су дошли из разних крајева Баната и тадашње Аустроугарске монархије. Основна сврха оснивања Иванова је мелиорација земљишта, изградња насипа на Дунаву и стварање новог обрадивог земљишта за монархију.
По попису из 1869. год. у селу је живело 824, а 1880. год. најмање у праћеном периоду, свега 724 житеља. Смањење броја житеља последица је епидемије колере.

Касније у периоду од 1883. до 1886. године досељавају се и Мађари, Секељи, из Буковине у јужни Банат и насељавају се у Скореновац, Војловицу и Иваново када број становника нагло расте број становника је следећег пописа 1890. год. када је регистровано 2.129 житеља. Овај велики скок броја становника је резултат колонизације Мађара из Буковине, који су досељавани 1883 и 1884. године. Надаље бележимо пораст броја становништва до 1910. год. Смањење броја житеља села 1921. год. последица је Првог светског рата. Између два светска рата број становника се кретао на више од 2.000 житеља, али никад не премашује бројку од 3.000 којој се приближио једино у периоду између два светска рата. После Другог светског рата број становника је у сталном опадању и тренутно је на бројци од око 1.000.
Иваново има веома повољан географски положај с обзиром да се налази на Дунаву а до Другог светског рата имало је и луку у којој су бродови проводили целу зиму и данас има још остатака те луке у рукавцу Дунава познатијем као Зимовник.

Иваново поседује повољне услове за пољопривреду с обзиром да је изграђена велика мрежа канала за наводњавање тако да скоро нема њиве која с њене једне стране нема неки од ДТД-ових канала. Од укупно 4.816 ha површине атара на дан 30.04.1995. год. видимо да су 2.210 ha под ораницама али и да имамо 1.642 ha неплодних површина, 285 ha пашњака и 475 ha под шумама.
У Великом сликовном календару буковинских Секеља из 1912. године пише: Село се налази непосредно на левој обали Дунава, оно је насеље друго по реду где су се настанили буковински Мађари. Село је ушорано са широким равним улицама и лепим и чистим кућама. Улице красе велики дудови, оранично земљиште је уредно обрађивано а лепи расни упрегнути коњи улепшавају слику села. Половину сеоског становништва чине Мађари тј. Секељи из Буковине, а другу половину Немци и Бугари. Село је помешано, тако да нема издвојених делова насеља са стриктном нацијом. Све куће су истог типа градње и не може се рећи које је националности власни. Једино мештани међусобно знају тај податак. Млађи Бугари говоре мађарски са оригиналним секељским нагласком, тако да је и ту исказана помешаност и хармонија села.

### Историја имена
Село је, према причи старијих мештана, добило име по првом становнику, Ивану. Према причи, бугарски павличанин, Иван Гуран, први се настанио на данашњем подручју села.
Мађарско и Немачко име Шандоређхаза и Александеркирхен (што значи Шандорова црква) Иваново је добило по Шандору Боназу (мађ. Bonnáz Sándor), и носило је у периоду од 1888. до 1922. године када му је враћено оригинално оснивачко име.
Презимена становника
Црквене матичне књиге су у Иванову почеле да се воде од 1899. године, а претходне су вођене у црквеној парохији у Омољици (мађ. Omlód). У регистру крштених Либер Бапт. I. 1899. постоје следећа презимена досељених Секеља (нема података о осталима):
Антал (Antal), Адам (Ádám), Баша (Basa), Беке (Beke), Бенки (Benkı), Биро (Bíró), Богош (Bogos), Буђи (Bugyi), Бувари (Buvári), Брендиан (Brendián), Чала (Csala), Чемик (Csemik), Чики (Csíki), Чисер (Csiszer), Череге (Csöröge), Дани (Dani), Домокош (Domokos), Дудаш (Dudás), Ердиш (Erdıs), Фараго (Faragó), Фораи (Forrai), Фиња (Finnya), Галамбош (Galambos), Гал (Gál), Габор (Gábor), Илеш (Illés), Јакаб (Jakab), Јанош (János), Керестеш (Keresztes), Кока (Kóka), Ковач (Kovács), Кожан (Kozsán), Лакатош (Lakatos), Леополд (Leopold), Мезеи (Mezei), Миклош (Miklós), Нађ (Nagy), Немет (Német), Њистор (Nyisztor), Орбан (Orbán), Пал (Pál), Шаламон (Salamon), Шараи (Sárai), Шебешћен (Sebestyén), Шербан (Serbán), Секач (Székács), Селич (Szélics), Сеч (Szőcs), Тимар (Timár), Трефаш (Tréfás), Варга (Varga), Ваш (Vass) и Вираг (Virág).

## Демографија
Према попису из 2002. било је 1.131 становника (према попису из 1991. било је 1.439 становника).
У насељу Иваново живи 916 пунолетних становника, а просечна старост становништва износи 41,7 година (40,2 код мушкараца и 43,1 код жена). У насељу има 409 домаћинстава, а просечан број чланова по домаћинству је 2,77.
Становништво у овом насељу веома је нехомогено, а у последња три пописа, примећен је пад у броју становника.
|  |

| Демографија | Демографија | Демографија |
| Година      | Становника  | Становника  |
| ----------- | ----------- | ----------- |
| 1948.       | 2.169       |             |
| 1953.       | 2.196       |             |
| 1961.       | 2.066       |             |
| 1971.       | 1.893       |             |
| 1981.       | 1.947       |             |
| 1991.       | 1.439       | 1.203       |
| 2002.       | 1.131       | 1.475       |
| 2011.       | 1.024       |             |

| Етнички састав према попису из 2002.‍ | Етнички састав према попису из 2002.‍ | Етнички састав према попису из 2002.‍ | Етнички састав према попису из 2002.‍ | Етнички састав према попису из 2002.‍ |
| ------------------------------------ | ------------------------------------ | ------------------------------------ | ------------------------------------ | ------------------------------------ |
|                                      |                                      |                                      |                                      |                                      |
| Мађари                               | Мађари                               |                                      | 452                                  | 39,96%                               |
| Бугари                               | Бугари                               |                                      | 307                                  | 27,14%                               |
| Срби                                 | Срби                                 |                                      | 223                                  | 19,71%                               |
| Југословени                          | Југословени                          |                                      | 24                                   | 2,12%                                |
| Словаци                              | Словаци                              |                                      | 15                                   | 1,32%                                |
| Македонци                            | Македонци                            |                                      | 13                                   | 1,14%                                |
| Хрвати                               | Хрвати                               |                                      | 9                                    | 0,79%                                |
| Румуни                               | Румуни                               |                                      | 5                                    | 0,44%                                |
| Словенци                             | Словенци                             |                                      | 4                                    | 0,35%                                |
| Немци                                | Немци                                |                                      | 4                                    | 0,35%                                |
| Црногорци                            | Црногорци                            |                                      | 3                                    | 0,26%                                |
| Муслимани                            | Муслимани                            |                                      | 2                                    | 0,17%                                |
| непознато                            | непознато                            |                                      | 9                                    | 0,79%                                |

### Популација и бројније етничке групе
| Година | Укупно | Мађари | Банатски Бугари | Немци  | Срби   | Остали и непознато |
| ------ | ------ | ------ | --------------- | ------ | ------ | ------------------ |
| 1880.  | 724    | 8,14%  | 64,36%          | 22,23% | Н.П.   | 5,27%              |
| 1910.  | 2.530  | 51,93% | 30,15%          | 16.75% | 0,51%  | 0,66%              |
| 1948.  | 2.169  | 61,31% | 34,80%          | 0,46%  | 1,56%  | 1,87%              |
| 2002.  | 1.131  | 39,96% | 27,14%          | 0,35%  | 19,71% | 12,84%             |

## Галерија
| - Утисак о поплавним подручјима - Гнездо роде у Иванову - Ушће Надела у Дунав - Поплављена шума - Мост преко Дунавца - Католичка црква светог Вендела - Црпна станица Иваново - Црпна станица Иваново |